# Павленко, Дарья Владимировна
Да́рья Влади́мировна Павле́нко (род. 19 ноября 1978, Москва) — российская артистка балета,  прима-балерина Мариинского театра,  заслуженная артистка России (2010).

## Биография
Дарья Павленко родилась 19 ноября 1978 года в Москве, в семье геолога. Впоследствии, рано потеряв своих родителей, переехала в  Санкт-Петербург и поступила в Академию Русского балета им. А. Я. Вагановой, где её педагогом сначала была Ольга Искандерова, а последние три класса — Елена Евтеева.
В 1996 году, окончив обучение, она была принята  в балетную труппу Мариинского театра. Начинала свою карьеру в кордебалете, постепенно переходя к сольным партиям. Её педагогом - репетитором в театре стала Габриэла Комлева. В 1998 году исполнила партию Марии в  хореодраме «Бахчисарайский фонтан» (хореография Р. Захарова), Фею Сирени в балете «Спящая красавица» и Гамзатти в балете «Баядерка».
Уже будучи солисткой, в свой четвёртый сезон в театре дебютировала в партии Одетты-Одиллии в балете «Лебединое озеро», а также станцевала сольные партии в «Рубинах» и «Изумрудах»  в балете «Драгоценности» (хореография Дж. Баланчина). В августе 2001 года впервые станцевала заглавную партию в балете «Жизель», в ноябре того же года — Мехменэ-Бану в балете «Легенда о любви» (хореография Ю. Григоровича), Сирену в балете «Блудный сын» (хореография Дж. Баланчина).  В январе 2002 года впервые станцевала заглавную партию в балете «Раймонда». В октябре 2003 года, по приглашению лондонского театра Ковент-Гарден, впервые исполнила партию Никии в балете «Баядерка» в хореографической редакции Наталии Макаровой.
На пятом сезоне работы в театре педагогом-репетитором Дарьи Павленко снова стала Елена Евтеева — педагог, у которого она училась ещё в Академии. В 2004 году  Дарья Павленко официально получила звание прима-балерины.
Исполнила обширный классический и современный репертуар на сцене Мариинского театра и на гастролях за рубежом.
В 2018 году официально простилась со сценой Мариинского театра.

### Семья
- Из трёх сестёр в семье Дарьи Павленко старшая сестра — тоже балерина,  окончила Академию Русского балета им. А. Я. Вагановой, около 4 лет проработала в МАМТ (Москва), в настоящее время преподаёт хореографию в Филадельфии (США).
- Муж — Александр Сергеев, первый солист балета Мариинского театра.
- Дочери — Ярослава, Мирослава.

## Творчество

### Репертуар вМариинском театре
- «Жизель» А. Адана, хореография Ж. Коралли, Ж. Перро, М. Петипа —  Жизель, Монна, Зюльма
- «Корсар»  А. Адана, хореография Ж. Перро, М. Петипа, редакция П. Гусева — Солистка (трио одалисок)
- «Пахита» Л. Минкуса,  хореография М. Петипа, редакция О. Виноградова  — Солистка гран па
- «Баядерка» Л. Минкуса, хореография М.  Петипа, редакция В. Пономарёва и В. Чабукиани (1941 г.) — Никия, Гамзатти, солистка (трио теней)
- «Баядерка» Л. Минкуса,  хореография М. Петипа, редакция С. Вихарева  (реконструкция спектакля 1900 г.) — Никия
- «Дон Кихот» Л. Минкуса, хореография А. Горского  —  Уличная танцовщица
- «Лебединое озеро» П. И. Чайковского, хореография М. Петипа, Л. Иванова, редакция К. Сергеева    — Одетта-Одиллия, большой лебедь, солистка (па-де-труа)
- «Спящая красавица» П. И. Чайковского, хореография М. Петипа, редакция К. Сергеева  — Фея Виолант
- «Спящая красавица» П. И. Чайковского, хореография М. Петипа, редакция С. Вихарева (реконструкция спектакля 1890 г.)  — Фея Сирени,  принцесса Аврора, принцесса Флорина
- «Раймонда» А. К. Глазунова, хореография М. Петипа,  редакция К. Сергеева —  Раймонда,  Клеманс, солистка (Гран па)
- «Бахчисарайский фонтан» Б. В. Асафьева, хореография Р. Захарова   — Мария, Зарема, Паненка
- «Легенда о любви» А. Д. Меликова, хореография Ю. Григоровича — Мехменэ-Бану
- «Спартак» А. И. Хачатуряна, хореография Л. Якобсона — Эгина, Фригия
- «Ленинградская симфония» Д. Шостаковича,  хореография И. Бельского — Девушка
- «Па-де-катр» Ц. Пуни, хореография А. Долина — Люсиль Гран, Мария Тальони
- «Видение розы» на музыку К. М. Вебера, хореография М. Фокина  — Девушка
- «Шопениана» на музыку Ф. Шопена, хореография М. Фокина  — Мазурка, Прелюд, 7-й вальс
- «Шехеразада» на музыку Н. А. Римского-Корсакова, хореография М.  Фокина, реконструкция А. Лиепы и И. Фокиной  — Зобеида
- «Жар-птица» И. Стравинского, хореография М. Фокина, реконструкция А. Лиепы и И. Фокиной — Жар-птица
- хореографическая миниатюра «Лебедь» на музыку К. Сен-Санса, хореография М. Фокина — Лебедь
- «Весна священная» И. Стравинского,  хореография М. Ходсон по мотивам хореографии В. Нижинского — Избранница
- «Аполлон Мусагет»[англ.] И. Стравинского,  хореография Дж. Баланчина   —  Терпсихора, Каллиопа
- «Блудный сын» С. Прокофьева,  хореография Дж. Баланчина   — Сирена
- «Серенада» на музыку П. И. Чайковского,  хореография Дж. Баланчина   — Солистка
- «Симфония до мажор» на музыку Ж. Бизе,  хореография Дж. Баланчина   — Солистка  IV части
- «Изумруды» (на музыку Габриэля Форе к спектаклю по пьесе «Пелеас и Мелисанда» Метерлинка[англ.]), «Рубины» (на музыку «Каприччио» для фортепиано с оркестром И. Стравинского), «Бриллианты» (на музыку Третьей Симфонии П. И. Чайковского) из балета «Драгоценности»[англ.], хореография Дж. Баланчина  — Солистка
- «Вальс», хореография Дж. Баланчина — Солистка
- «Сон в летнюю ночь»[англ.] на музыку Ф. Мендельсона-Бартольди, хореография Дж. Баланчина,  —  Титания, Гермия
- «Манон» на музыку Ж. Массне, хореография К. Макмиллана  — Манон
- «Юноша и Смерть» на музыку И. С. Баха, хореография Р. Пети — Смерть
- «Этюды»,  хореография Х. Ландера
- «Щелкунчик» П. И. Чайковского,  постановка М. Шемякина, хореография К. Симонова — Маша, Королева снежинок, восточный танец
- «Золушка»  С. Прокофьева, хореография А. Ратманского  —  Золушка, Мачеха
- «Поэма экстаза» на музыку А. Скрябина, хореография А. Ратманского  — Солистка
- «Средний дуэт»,  хореография А. Ратманского
- «Steptext», хореография  У. Форсайта
- «Там, где висят золотые вишни» (англ. In the Middle, Somewhat Elevated) на музыку Т. Вилемса и Л. Штука,  хореография  У. Форсайта — Солистка
- «Весна священная»,  хореография С. Вальц
- «Золотой век»,  хореография Д. Гелбера — Софи

### Первая исполнительница
- 2001  —  «Come in!»,  хореография К. Симонова
- 2005  —  «Reverence», хореография Д. Доусона
- 2007  —  «Как старый шарманщик», хореография А. Мирошниченко
- 2007  —  «Ринг», хореография А. Мирошниченко
- «Предчувствие весны» («Плодородие»),  хореография Ю. Смекалова

### Гастроли, концерты
- 2001  — «Жизель» А. Адана, хореография Ж. Коралли, Ж. Перро, М. Петипа, редакция Гарофоли — Жизель, Мирта (Арена ди Верона, Италия)
- 2002  —  «Звуки пустых страниц», хореография Дж. Ноймайера — Солистка (Гамбургский балет Джона Ноймайера, Германия)
- 2003  —  «Баядерка» Л. Минкуса, хореография М. Петипа,  редакция Н. Макаровой —  Никия (Ковент-Гарден, Лондон, Великобритания)
- 2005  — участие в Гала-концерте  в Брюсселе (Бельгия) в пользу больных СПИДом
- 2005 —  одноактный балет «Дафнис и Хлоя» на музыку М. Равеля, хореография К. Симонова, специально для «Бенефиса Дарьи Павленко» в Мариинском театре
- 2006 — «Раймонда» А. К. Глазунова, хореография М. Петипа, редакция Асами  — Раймонда (Новый национальный театр Токио, Япония)

## Награды и звания
- 2000 — Приз журнала «Балет» «Душа танца» в номинации «Восходящая звезда»
- 2001 — Специальная премия музыкального жюри фестиваля «Золотая маска» — за исполнение партии Королевы снежинок в балете  «Щелкунчик» П. И. Чайковского,  постановка М. Шемякина, хореография К. Симонова
- 2010 — Заслуженная артистка России — ...За заслуги в области искусства...[1]